# Passo Crossover
Il passo Crossover è un passo o valico, tra il ghiacciaio Gordon e il ghiacciaio Cornwall nella parte centrale della Catena di Shackleton, nella Terra di Coats in Antartide. 
Fu mappato per la prima volta nel 1957 dalla Commonwealth Trans-Antarctic Expedition (CTAE) e ricevette questa denominazione perché permette il passaggio con le slitte per attraversare la Catena di Shackleton da nord a sud.